# 羅臼川
羅臼川（らうすがわ）は、北海道目梨郡羅臼町を流れオホーツク海に注ぐ二級河川。羅臼川水系の本流である。鮭が遡上する川として知られている。

## 地理
知床半島にある羅臼岳より源を発し南へ流れ、根室海峡（オホーツク海）へと注ぐ。中流から河口にかけて国道334号（知床横断道路）が並走している。また流域には温泉が湧出し羅臼温泉がある。

## 地名由来
ラウシ（Ra-ush-i 低い処・にある・場所）の意。語尾のIは多分「川」の意と推測される。

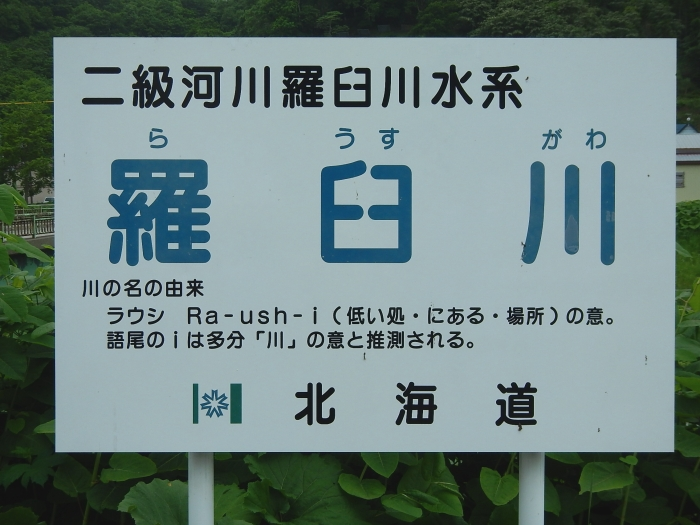
公住橋にある羅臼川の河川標識

## 流域の自治体
北海道
根室振興局目梨郡羅臼町

## 支流
- 登山川
- 翔雲川
- 発電所川
- 落沢川
- ユノサワ川
- ユモト川

## 主な橋梁
- 知床大橋 - 国道334号
- 湯の沢橋 - 国道334号
- 湯元橋 - 国道334号
- 熊越橋 - 国道334号
- 公住橋
- 羅臼橋 - 北海道道87号知床公園羅臼線
- おじろ橋